# كأس التشيك 2012–13
كأس التشيك 2012–13 (بالتشيكية: Pohár České pošty 2012/13)‏ هو الموسم 20 من كأس التشيك. أقيم خلال الفترة 19 يوليو 2012 وحتى 17 مايو 2013، وأشرف على تنظيمه اتحاد جمهورية التشيك لكرة القدم، وكان عدد الأندية المشاركة فيه 134، وفاز فيه نادي يابلونتس.